# Neivamyrmex rosenbergi
Neivamyrmex rosenbergi é uma espécie de formiga do gênero Neivamyrmex.